# Langues dani
Les langues dani sont une famille de langues papoues rattachées au langues de Trans-Nouvelle-Guinée. Elles sont parlées en Nouvelle-Guinée occidentale, en Indonésie.

## Classification
Wurm (1975) rapproche le dani des langues kwerba qu'il rassemble dans une famille dani-kwerba incluse dans la famille hypothétique des langues de Trans-Nouvelle-Guinée. Ross (2005) ne reprend pas cette proposition mais émet l'hypothèse d'un trans-nouvelle-guinée occidental qui rassemble outre les langues dani, les langues bomberai de l'Ouest, timor-alor-pantar 
et wissel lakes. L'hypothèse d'un lien du timor-alor-pantar avec ces familles de langues et, au-delà, avec le trans-nouvelle-guinée est invalidée par les travaux de 2012 de Schapper, Huber, Holton et Engelenhoven. Hammarström, sur cette base, classe les langues dani comme un groupe à part entière de la famille trans-nouvelle-guinée.

## Liste des langues
Les langues dani, au nombre de treize, sont :
- groupe dani central
  - sous-groupe dani grand valley
    - hupla
    - dani du bas grand valley
    - dani du moyen grand valley
    - dani du haut grand valley

  - sous-groupe pyramid-swart valley 
    - walak
    - dani de l'Ouest
- groupe ngalik-nduga 
  - nduga
  - silimo
  - sous-groupe yalique
    - yali angguruk
    - yali ninia
    - yali pass valley
- nggem
- wano